# Pacifico Fiori
Pacifico Fiori (Calalzo di Cadore, 1898 – ...) è stato un giornalista, scrittore e drammaturgo italiano.

## Biografia
Nato nel 1898 a Calalzo di Cadore, piccolo comune del Veneto, si spostò a Milano, prima in via Jean Jaurès e poi in via Giuseppe Compagnoni. Nel capoluogo lombardo iniziò già nel 1921 l'attività giornalistica, collaborando con il settimanale umoristico Barbapedana (1921-1923), con il Cacciatore Italiano (periodico di cui fu anche direttore fino alla chiusura) e, dal 1924, con il settimanale satirico Guerin Meschino. Nel 1926 entrò nella redazione centrale del Corriere della Sera, rimanendovi per diciannove anni e scrivendo poi anche per il Corriere d'Informazione, la Domenica del Corriere, il Corriere dei Piccoli, La Lettura (1937-1945) e Fantasie d'Italia.
Nel 1943 pubblicò il suo primo romanzo giallo, Colpa segreta, seguito da Il filone d'oro e Lo smeraldo di Maria Antonietta nel 1944. L'anno successivo diede alle stampe il romanzo La squadra fantasma, con illustrazioni di Carlo Cossio, e nel 1946 Entro il sei Marzo, pubblicato nella collana I romanzi dell'avventura di Edizioni Alpe diretta da Romualdo Natoli (precedentemente edito nel 1943 nella Domenica del Corriere).
Dagli anni quaranta fu prolifica anche la sua attività di drammaturgo. Nel 1946 scrisse la commedia La signorina No, premiata alla Casa della cultura di Milano da Sabatino Lopez. Nel 1949 pubblicò le farse Non c'è trucco! e La poltrona di Procuste, poi la commedia in tre atti Non si sa mai, l'opera comica Due schiaffi non te li leva nessuno e la commedia gialla La banda della nebbia.
Nel 1951 per Carlo Signorelli Editore scrisse i due volumi La Storia del Far West e La Storia degli Ammutinati del Bounty, con le illustrazioni di Francesco Pescador, entrambi pubblicati nella collana di letteratura divulgativa diretta da Gian Carlo Testoni.
Nel 1955 pubblicò con Cappelli il saggio Sono innocente, che il The Italian scene di New York indicava agli inizi del 1956 fra i libri più letti in Italia. Dedicato al tema degli errori giudiziari, nel libro si trattavano decine di casi di condanna d'innocenti nel mondo, dal caso del fornaretto di Venezia, al caso Girolimoni, dall'affare Dreyfus alla vicenda di Sacco e Vanzetti.
Nello stesso anno scrisse il romanzo I ribelli della prateria, che gli valse il Premio Castello ed ebbe un buon successo anche internazionale: tradotto in inglese da H. E. Scott, fu pubblicato con le illustrazioni di Nadir Quinto sia nel Regno Unito nel 1959 (The Prairie Rebels), sia negli Stati Uniti nel 1960 (The wild horses of Tuscany), e poi in Sudafrica nel 1963 con traduzione di Marie Agostinis (Die rebelle van die grasvlakte). Il libro, ambientato nella maremma toscana, narrava la storia di Pippo, Vanni e Bicci e dei tre puledri che avevano fatto irruzione nella loro fattoria, mentre la seconda guerra mondiale era nelle sue fasi finali. La critica britannica lo definì "una opera letteraria notevole che offre una lettura davvero godibile". Anche il suo Far West del 1964, pubblicato da Signorelli in differenti edizioni con differenti paginazioni, fu ripubblicato da Rylee nel 1969 nel Regno Unito, con traduzione di Susan Cannata. Nel 1963 pubblicò in volume la raccolta di racconti A tu per tu con le belve, inserita da Lina Sacchetti nella sua Storia della letteratura per la gioventù del 1968.
Amico di Dino Buzzati, in vecchiaia tenne la rubrica Il segretario di tutti sulla Domenica del Corriere diretta da Guglielmo Zucconi, in cui rispondeva alle domande dei lettori sui temi più eterogenei.

## Opere

### Letteratura
- Novecento contro Duemila, Milano, Fratelli Crespi, 1942. Romanzo a puntante, in Corriere dei Piccoli.
- Colpa segreta, Milano, Tip. Corriere della Sera, 1943.
- Il filone d'oro, Milano, Tip. Corriere della Sera, 1944.
- La città proibita, Milano, Tip. Corriere della Sera, 1944. In La Domenica del Corriere.
- Lo smeraldo di Maria Antonietta, Milano, Tip. Corriere della Sera, 1944.
- La squadra fantasma, illustrazioni di Carlo Cossio, Milano, Editoriale sportiva, 1945.
- Otto volante, illustrazioni di Walter Molino, Milano, Tip. Corriere della Sera, 1945.
- La maschera di silice, Milano, Tip. Corriere della Sera, 1945.
- Entro il sei Marzo, Milano, Edizioni Alpe, 1946.
- Titta, la scimmia e l'elefante, Milano, Àncora Editrice, 1946.
- Una rosa al polo, Milano, Tip. Corriere della Sera, 1946.
- Un elefante viene dal mare, illustrazioni di Giorgio De Gaspari, Milano, Carlo Signorelli Editore, 1950.
- La Storia del Far West, illustrazioni di Francesco Pescador, Milano, Carlo Signorelli Editore, 1951.
- La Storia degli Ammutinati del Bounty, illustrazioni di Francesco Pescador, Milano, Carlo Signorelli Editore, 1951.
- I ribelli della prateria, illustrazioni di Guido Bertello, Torino, Società Editrice Internazionale, 1955.
- A tu per tu con le belve, Torino, Società Editrice Internazionale, 1963.
- Far West, illustrazioni di Beniamino Bodini, Milano, Carlo Signorelli Editore, 1964.

### Saggi
- Sono innocente. Errori giudiziari di tutti i paesi, Bologna, Cappelli, 1955.

### Racconti
- Il mistero di Maria Lafarge e del padrone della ferriera, Milano, Tip. Corriere della Sera, 1956.

### Opere teatrali
- La signorina No, 1946.
- Non si sa mai.
- Due schiaffi non te li leva nessuno, Milano, Àncora Editrice, 1949.
- La banda della nebbia, Milano, Àncora Editrice, 1949.
- I corsari della Tortuga, Milano, Àncora Editrice, 1949.
- Non c'è trucco!, Milano, Àncora Editrice, 1949.
- La poltrona di Procuste, Milano, Àncora Editrice, 1949.